# Vijfbladige wingerd
De vijfbladige wingerd (Parthenocissus quinquefolia) is een plant uit de wijnstokfamilie. De soort komt van nature voor in het oosten van Noord-Amerika.

## Kenmerken
De vijfbladige wingerd is een krachtige klimplant die tot een hoogte van 20 à 30 meter kan groeien. Hij houdt zich aan gladde oppervlakken vast met vertakte uitlopertjes waaraan kleverige bolletjes zitten van ongeveer 5 mm. De bladeren zijn samengesteld en bestaan uit vijf blaadjes (een enkele keer drie bij jongere planten) die aan een centraal punt op de steel vastzitten en van 3 tot 20 cm (een enkele keer zelfs tot 30 cm) groot zijn. De blaadjes hebben een gezaagde rand.

## Groei
De bloemen zijn klein en groenachtig en bloeien, laat in de lente, in trosjes die, laat in de zomer of vroeg in de herfst, in harde paars-zwarte besjes veranderen van zo'n 5 tot 7 mm in doorsnede. Deze besjes bevatten oxaalzuur, maar dat zuur is nauwelijks giftig voor mensen en andere zoogdieren. De bessen vormen overigens voor vogels een belangrijke voedselbron.

## In tuinen en tegen muren
De vijfbladige wingerd wordt gekweekt als een sierplant voor zijn diep bordeauxrode bladeren in de herfst. Vaak groeit hij ook over andere bomen. Het enige nadeel dat de bomen hierbij zouden kunnen ondervinden is, dat de vijfbladige wingerd te veel schaduw veroorzaakt.
Net als de verwante oosterse wingerd (Parthenocissus tricuspidata) wordt de vijfbladige wingerd veel gekweekt als sier- en klimplant om de gevels van huizen te bedekken. De plant scheidt calciumcarbonaat af, wat als kleefstof dient, zodat hij zich aan een muur kan hechten zonder verdere ondersteuning. Hij dringt niet ín het oppervlak van gebouwen, maar hecht zich er alleen aan vast.

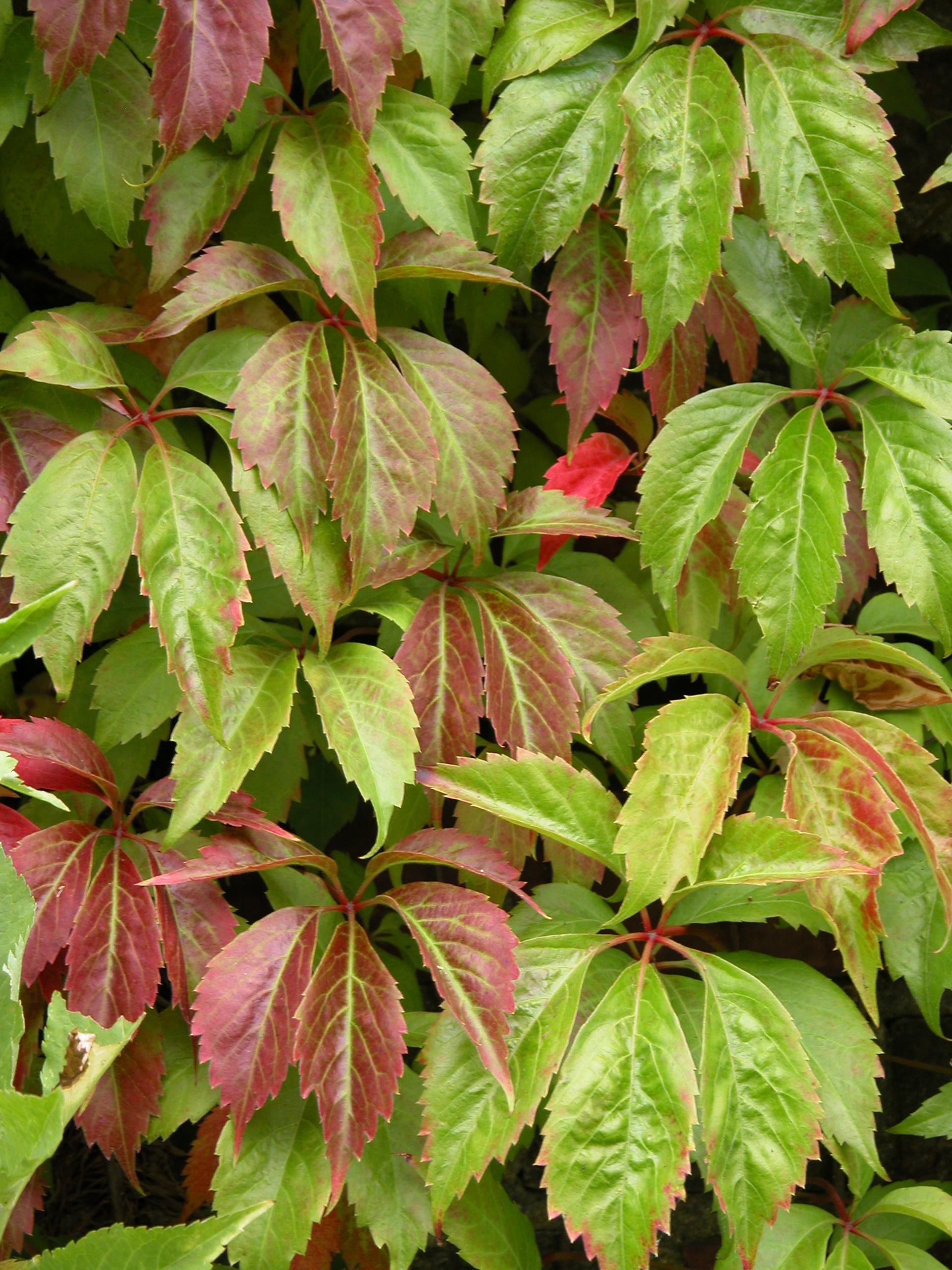
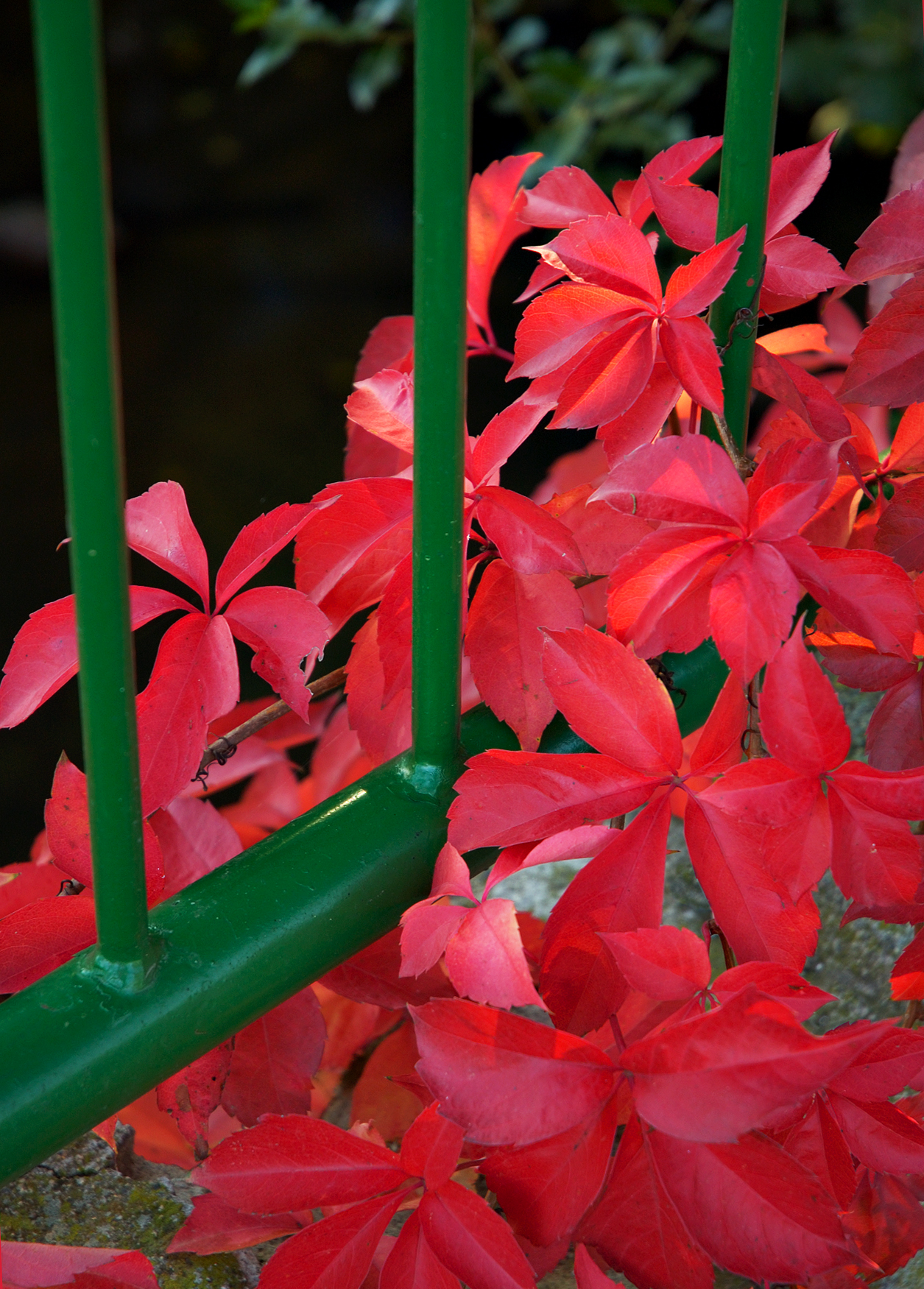
plant met helder rode bladeren in het zuiden van Frankrijk.
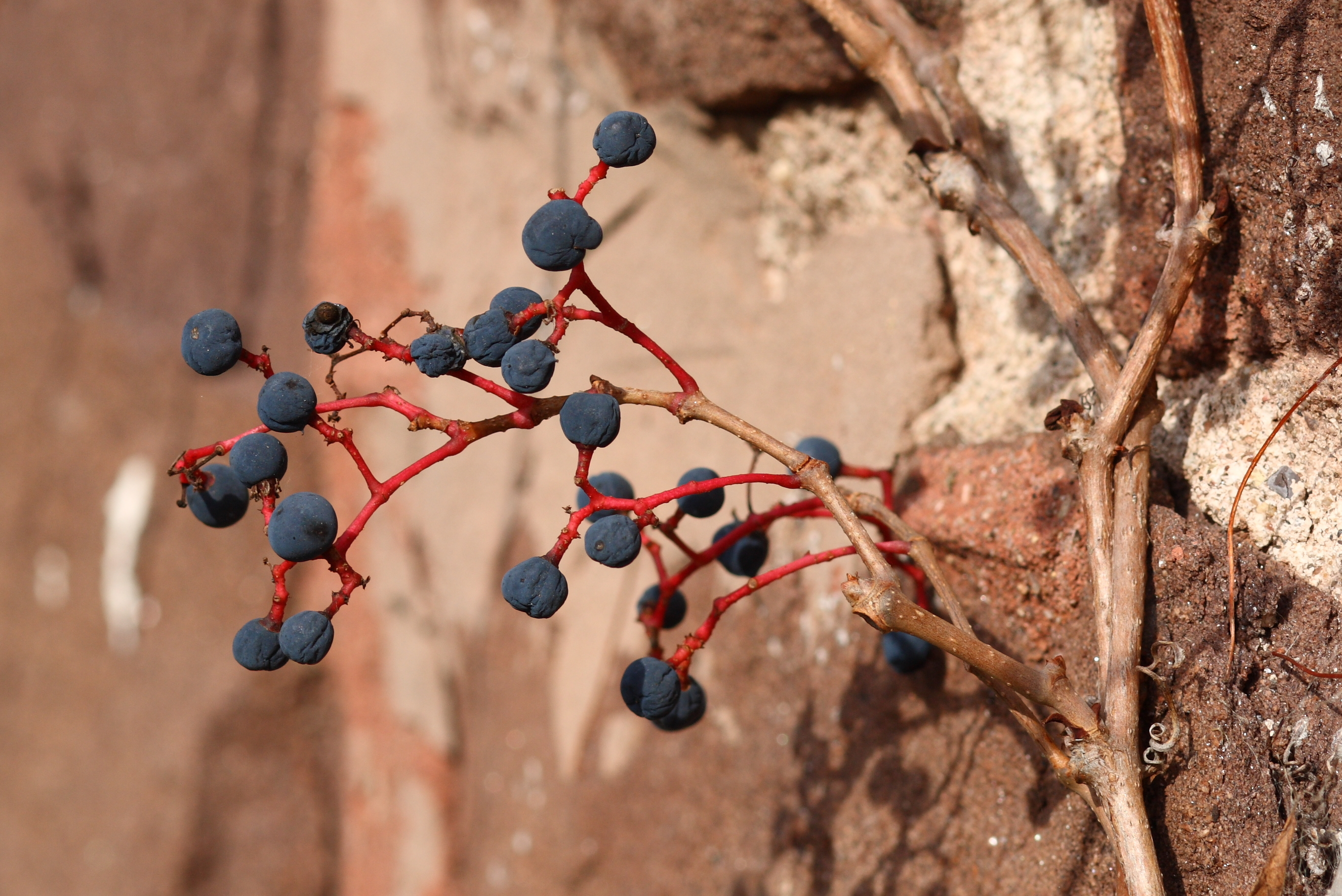
besjes nadat de bladeren zijn afgevallen in de herfst.
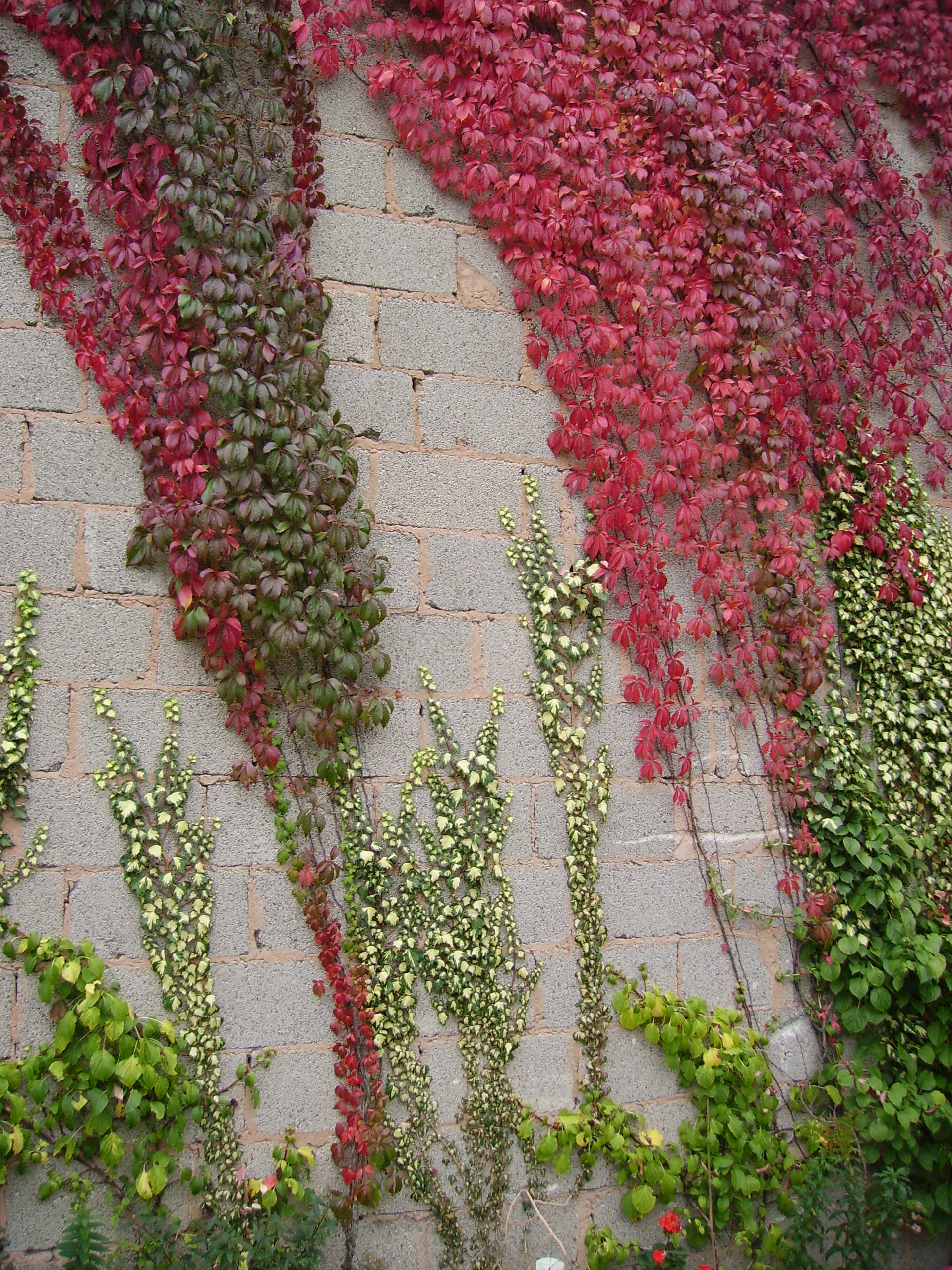
in de herfst